# Хадсон, Шейла
Шейла Энн Хадсон-Страдвик (англ. Sheila Ann Hudson-Strudwick; род. 30 июня 1967, Вюрцбург, Бавария) — американская легкоатлетка, специалистка по тройным прыжкам и прыжкам в длину. Выступала за сборную США по лёгкой атлетике в 1987—1998 годах, обладательница бронзовой медали Игр доброй воли в Санкт-Петербурге, семикратная чемпионка США в тройном прыжке, бывшая рекордсменка страны, участница летних Олимпийских игр в Атланте.

## Биография
Шейла Хадсон родилась 30 июня 1967 года в Вюрцбурге, ФРГ. Училась в старшей школе поселения Рио-Линда в Калифорнии, занималась здесь лёгкой атлетикой, выступала за школьную баскетбольную команду.
Продолжила спортивную карьеру в Калифорнийском университете в Беркли, во второй половине 1980-х годов успешно представляла университетскую легкоатлетическую команду на различных студенческих соревнованиях, в частности неоднократно становилась чемпионкой Национальной ассоциации студенческого спорта (NCAA) в прыжках в длину и тройных прыжках. Девять раз получала статус всеамериканской спортсменки, имеет в послужном списке несколько университетских рекордов.
В 1987 году впервые стала чемпионкой США в тройном прыжке, установила мировой рекорд (13,78) и вскоре улучшила его (13,85), хотя IAAF в то время не ратифицировала достижения в данной набиравшей популярность дисциплине. Будучи студенткой, представляла страну на Всемирной Универсиаде в Загребе, где заняла седьмое место в прыжках в длину.
Окончила университет в 1990 году, получив степень бакалавра в области архитектуры.
В 1992 году в тройном прыжке показала четвёртый результат на Кубке мира в Гаване.
В 1993 году прыгала тройным на чемпионате мира в Штутгарте, на предварительном квалификационном этапе показала результат 13,29 метра, чего оказалось недостаточно для выхода в финал.
В 1994 году в тройном прыжке выиграла бронзовую медаль на Играх доброй воли в Санкт-Петербурге, была второй на Кубке мира в Лондоне.
В 1995 году заняла восьмое место на чемпионате мира в помещении в Барселоне, тогда как на чемпионате мира в Гётеборге в финал не вышла.
В 1996 году на международном турнире DN Galan в Стокгольме завоевала серебряную награду и установила свой личный рекорд в тройном прыжке на открытом стадионе — 14,41 метра. Став второй на национальном чемпионате, удостоилась права защищать честь страны на домашних летних Олимпийских играх в Атланте — в финале прыгнула на 14,02 метра, расположившись в итоговом протоколе на 10-й строке.
В 1998 году одержала победу на чемпионате США в Новом Орлеане, став таким образом семикратной чемпионкой страны в тройной прыжке. Помимо этого, была шестой на Играх доброй воли в Нью-Йорке и пятой на Кубке мира в Йоханнесбурге.
Завершила спортивную карьеру по окончании сезона 2001 года.
Впоследствии занималась тренерской деятельностью, в 2002—2008 годах являлась помощницей тренера легкоатлетической команды Университета штата Калифорния в Лос-Анджелесе, затем перешла на административную работу, получила степень магистра искусств в области преподавания английского языка как иностранного и докторскую степень в области лидерства в образовательной сфере.